# Uwais al-Qarnis moské

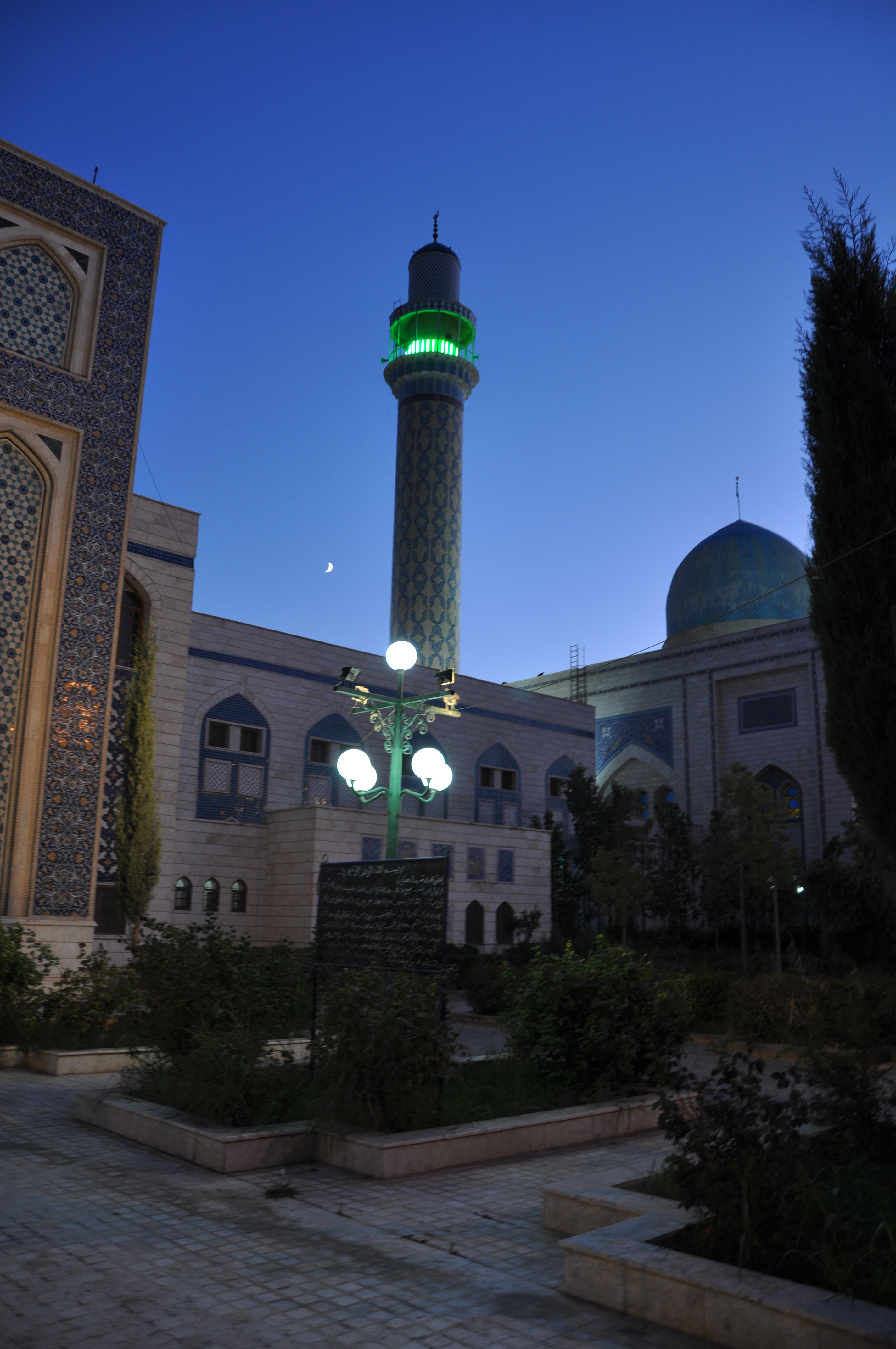
Uwais al-Qarnis moské i Raqqa, Syrien innan den förstördes.

Uwais al-Qarnis moské (arabiska: مَسْجِد أُوَيْس ٱلْقَرَنِيّ) var en moské i ar-Raqqa, Syrien innan den förstördes av ISIS. Ammar ibn Yasir, en av den islamiske profeten Muhammeds följeslagare, hade sin helgedom där. Moskén var tidigare en destination för shiamuslimer från Iran, Libanon och Irak.

## Konstruktion
Den iranska regeringen hade på 90-talet och tidigt 2000-tal finansierat konstruktionen av ett stort komplex med två helgedomar för Ammar ibn Yasir och Uways al-Qarni. Helgedomskomplexet ersatte äldre helgedomar för de två följeslagarna.